# كريستوفر وارد (ملحن)
كريستوفر وارد هو ملحن وكاتب أغاني كندي، ولد في 28 يوليو 1949 في تورونتو في كندا.

## وصلات خارجية
- الموقع الرسمي
- كريستوفر وارد على موقع IMDb (الإنجليزية)
- كريستوفر وارد على موقع ميوزك برينز (الإنجليزية)
- كريستوفر وارد على موقع ديسكوغز (الإنجليزية)
- كريستوفر وارد على موقع قاعدة بيانات الفيلم (الإنجليزية)